# Centrumdemocratische Internationale
De Centrumdemocratische Internationale (CDI) is de politieke internationale voor de christendemocratische en centristische partijen in de wereld. Naast partijen uit de Europese Volkspartij als de CD&V in Vlaanderen, het CDA in Nederland en de CDU in Duitsland herbergt de CDI ook enkele niet-christelijke partijen zoals de Parti de l'Istiqlal in Marokko.
De CDI werd in 1961 opgericht in Santiago, Chili onder de naam Christendemocratische Wereldunie (CWU) en is sindsdien enkele malen van naam veranderd:
- Christendemocratische Wereldunie (1961-1982)
- Christendemocratische Internationale (1982-1999)
- Internationale van Christendemocratische- en Volkspartijen (1999-2000)
- Christendemocratische Internationale (2000-2001)
- Centrumdemocratische Internationale (2001-heden)

De CDI moet niet worden verward met de Internationale Democratische Unie (IDU), die in 1983 werd opgericht en waarvan sommige partijen die tot de CDI eveneens behoren. De IDU geldt als conservatiever, terwijl de CDI een internationale is voor centrumpartijen. Links van de CDI staat de Socialistische Internationale. Wereldwijde liberale partijen zijn sinds 1947 verbonden in de Liberale Internationale.
De Europese vleugel van de CDI is de Europese Volkspartij (EVP), de grootste politieke partij in het Europees Parlement. De Vlaamse CD&V en de Nederlandse CDA zijn aangesloten bij de EVP, maar dit geldt niet voor de Waalse cdH. De Amerikaanse vleugel van de CDI is de Christendemocratische Organisatie van Amerika (ODCA). Van de ODCA zijn voornamelijk Latijns Amerikaanse christendemocratische (en enkele conservatieve) partijen lid. De Democratische Partij van de Verenigde Staten (DP), is weliswaar geen christendemocratische partij, maar onderhoud als partij van het politieke midden contacten met de ODCA.

## Lijst van politieke partijen die zijn aangesloten bij de CDI

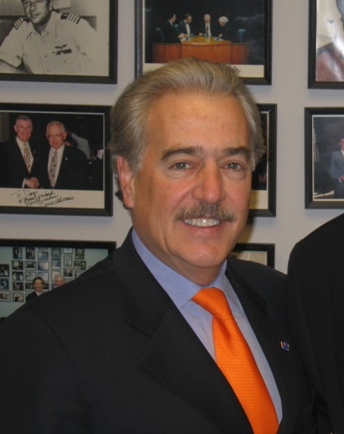
Andrés Pastrana, voorzitter van de CDI

- : Democratische Partij van Albanië
- : Rassemblement National Démocratique
- : Centre Demòcrata Andorra
- : União Nacional para a Independência Total de Angola
- : Partido Demócrata Cristiano
- : Armeense Renaissance
- : Arubaanse Volkspartij
- : Christen-Democratisch en Vlaams
- : Botswana National Front
- : Democratas
- : Unie van Democratische Krachten
- : Union pour la République
- : Front Uni National pour un Cambodge Indépendant, Neutre, Pacifique, et Coopératif en Cambodjaanse Volkspartij
- : Movimento para a Democracia
- : Unió Democràtica de Catalunya
- : Partido Demócrata Cristiano de Chile en Renovación Nacional
- : Partido Conservador Colombiano en Centro Democrático
- : Mouvement de Libération du Congo
- : Rassemblement des Républicains
- : Hrvatska demokratska zajednica
- : Movimiento Cristiano Liberación en Partido Demócrata Cristiano
- : Nationale Volkspartij
- : Dimokratikos Synagermos
- : Kristendemokraterne
- : Partido Reformista Social Cristiano
- : Christlich Demokratische Union Deutschlands
- : Democracia Popular en Creando Oportunidades
- : Acción Popular de Guinea Ecuatorial
- : Partido Demócrata Cristiano
- : Laban ng Demokratikong Pilipino en Lakas-CMD
- : Les Républicains
- : Parti Démocratique Gabonais
- : Europees Georgië
- : Nea Dimokratia
- : Parti de l'espoir pour le développement national
- : Partido de Renovação Social
- : Fidesz en Kereszténydemokrata Néppárt
- : Fine Gael
- : Unione di Centro
- : Wiper Democratic Movement
- : Union chretienne-démocrate libanaise en Kata’ib
- : Interne Macedonische Revolutionaire Organisatie – Democratische Partij voor Macedonische Nationale Eenheid
- : Malagasy Miara-Miainga
- : Malawi Congress Party
- : Partit Nazzjonalista
- : Istiqlal
- : Union pour la Démocratie et le Progrès en Union pour la République
- : Parti Mauricien Social Démocrate
- : Partido Acción Nacional
- : Movimento Democrático de Moçambique
- : Christen Democratisch Appèl
- : Kristelig Folkeparti
- : Christelijk-Democratische Unie en Partij van Hongaren van Oekraïne
- : Partido Popular
- : Partido Demócrata Cristiano
- : Partido Popular Cristiano
- : Partido Social Democrata
- : Partidul Național Liberal, Democratische Unie van Hongaren in Roemenië en Romániai Magyar Kereszténydemokrata Párt
- : Partito Democratico Cristiano Sammarinese
- : Acção Democrática Independente
- : Union centriste du Sénégal en Bloc des centristes Gaïndé
- : Alliantie van Hongaren in Vojvodina
- : Slowaakse Democratische en Christelijke Unie – Democratische Partij
- : Nieuw Slovenië en Sloveense Democratische Partij
- : Partido Popular
- : Kuomintang
- : Křesťanská a demokratická unie – Československá strana lidová
- : Comité de Organización Política Electoral Independiente
- : Kristdemokraterna
- : Christlichdemokratische Volkspartei

### Waarnemende partijen
- : Republikeinse Partij van Armenië
- : Nieuw Azerbeidzjan
- : Partido da Social Democracia Brasileira
- : Partido Union Popular
- : Partido Nacional de Honduras
- : Fanorenana
- : Resistência Nacional Moçambicana
- : Demohrišćanska Stranka Srbije
- : Partij van de Hongaarse Gemeenschap en Kresťanskodemokratické hnutie
- : Witrussische Christendemocraten